# Manonychus martinezi
Manonychus martinezi är en skalbaggsart som beskrevs av Frey 1974. Manonychus martinezi ingår i släktet Manonychus och familjen Melolonthidae. Inga underarter finns listade i Catalogue of Life.